# SNCF 230 G

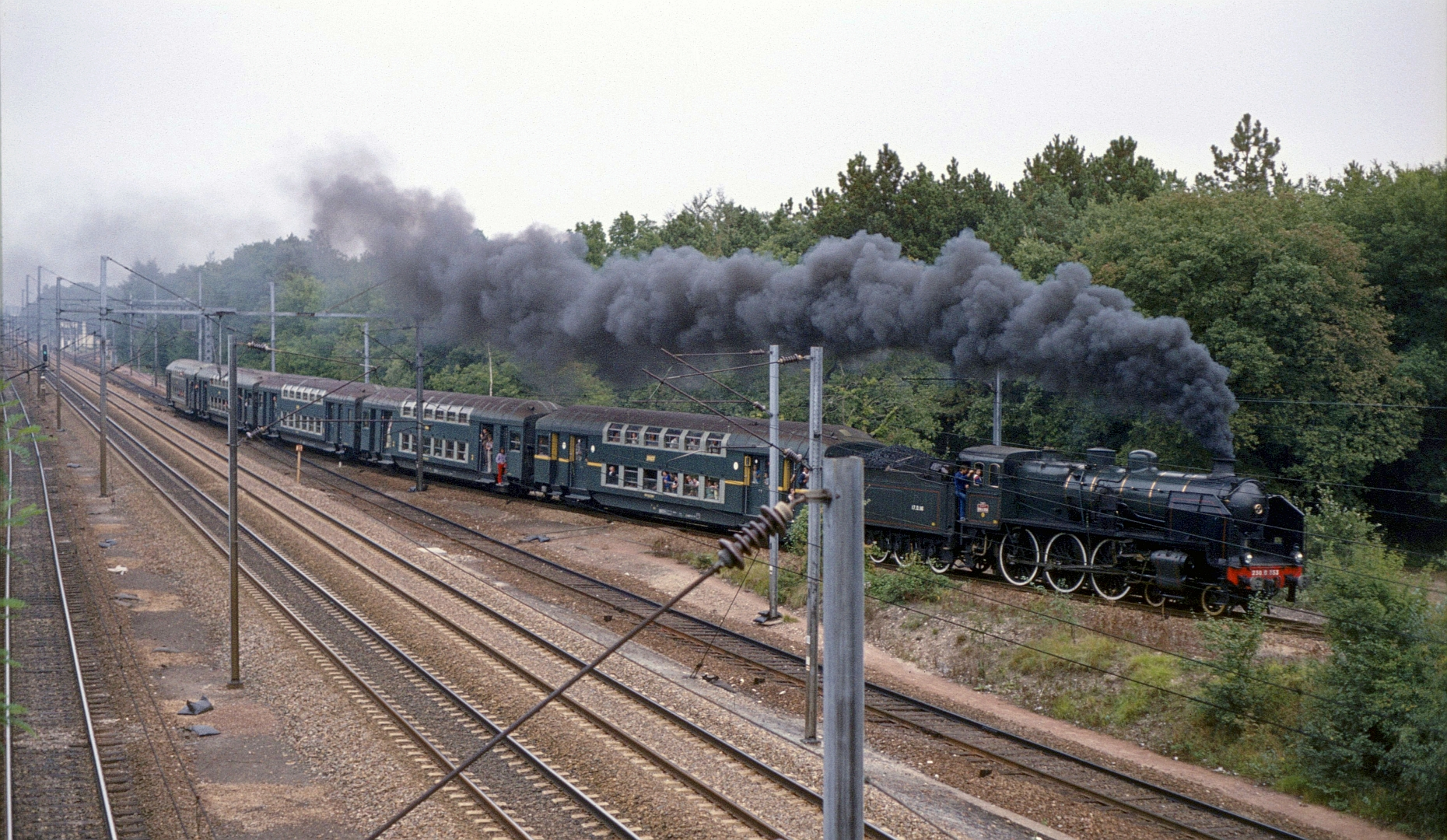
230 G 353 vor einem aus ehemaligen ETAT-Doppelstockwagen gebildeten Sonderzug bei Achères, 1982

Die Baureihe 230 G der französischen Staatsbahn SNCF umfasste drei unterschiedliche Bauarten von Schlepptender-Dampflokomotiven der Achsfolge 2’C, die von Vorgängerunternehmen in Auftrag gegeben und nach der Gründung der SNCF von jenen übernommen wurden:
- 230 G 101 bis 117, vormals S 101 Nr. 1101 bis 1117 der Reichseisenbahnen in Elsaß-Lothringen bzw. der Administration des chemins de fer d’Alsace et de Lorraine (AL)
- 230 G 118 bis 122, Bauart S 101, nach dem Waffenstillstand von 1918 als 1118 bis 1122 zur AL gelangt
- 230 G 201 bis 264 und 312 bis 370, zunächst PO 4200 Nr. 4201 bis 4370 der Compagnie du chemin de fer de Paris à Orléans (PO), dann Nr. 230-201 bis 230-264 und 230-312 bis 230-370 der Compagnie du chemin de fer de Paris à Orléans et du Midi (PO-MIDI)
- 230 G 801 bis 883, ehemals ETAT 3800 Nr. 3801 bis 3883 der Chemins de fer de l’État (ETAT).

In den Jahren 1924/25 wurden 21 Maschinen der Baureihe 4200 von der PO nach Marokko verkauft. 1934 gingen 41 Loks an die ETAT und wurden später der Baureihe 230 K zugeordnet. Die Lokomotiven 230 G 352 und 353 blieben erhalten. 